# Rhizosiphon akinetum
Rhizosiphon akinetum är en svampart som beskrevs av Canter 1954. Rhizosiphon akinetum ingår i släktet Rhizosiphon, ordningen Chytridiales, klassen Chytridiomycetes, divisionen pisksvampar och riket svampar.   Inga underarter finns listade i Catalogue of Life.